# بوهین
بوهین (عربی: بوهين) از شهرک‌های مصر باستان در منطقه نوبه که در سمت غربی ساحل نیل واقع شده‌است می‌باشد؛ که از آثار باستانی آن قلعه بوهین می‌باشد.
به احتمال زیاد این قلعه در زمان حکمرانی «سنوسرت سوم» در ۱۷۰۰ سال قبل میلاد ساخته شده‌است که ۱۰۰۰ سرباز از مصری‌ها و نوح که ۳۰۰ نفرشان کمانگیر بوده‌اند از این مناطق جنوبی مصر حفاظت می‌کردند.

## نگارخانه

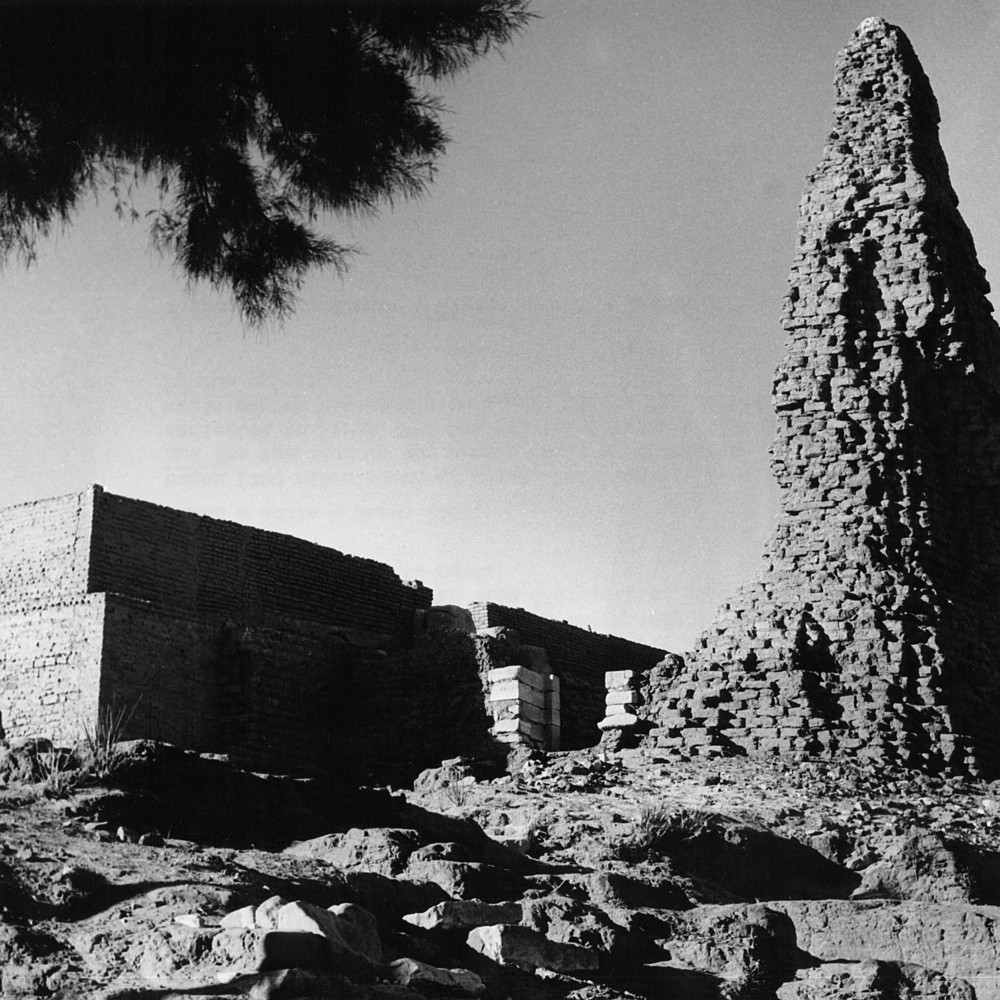
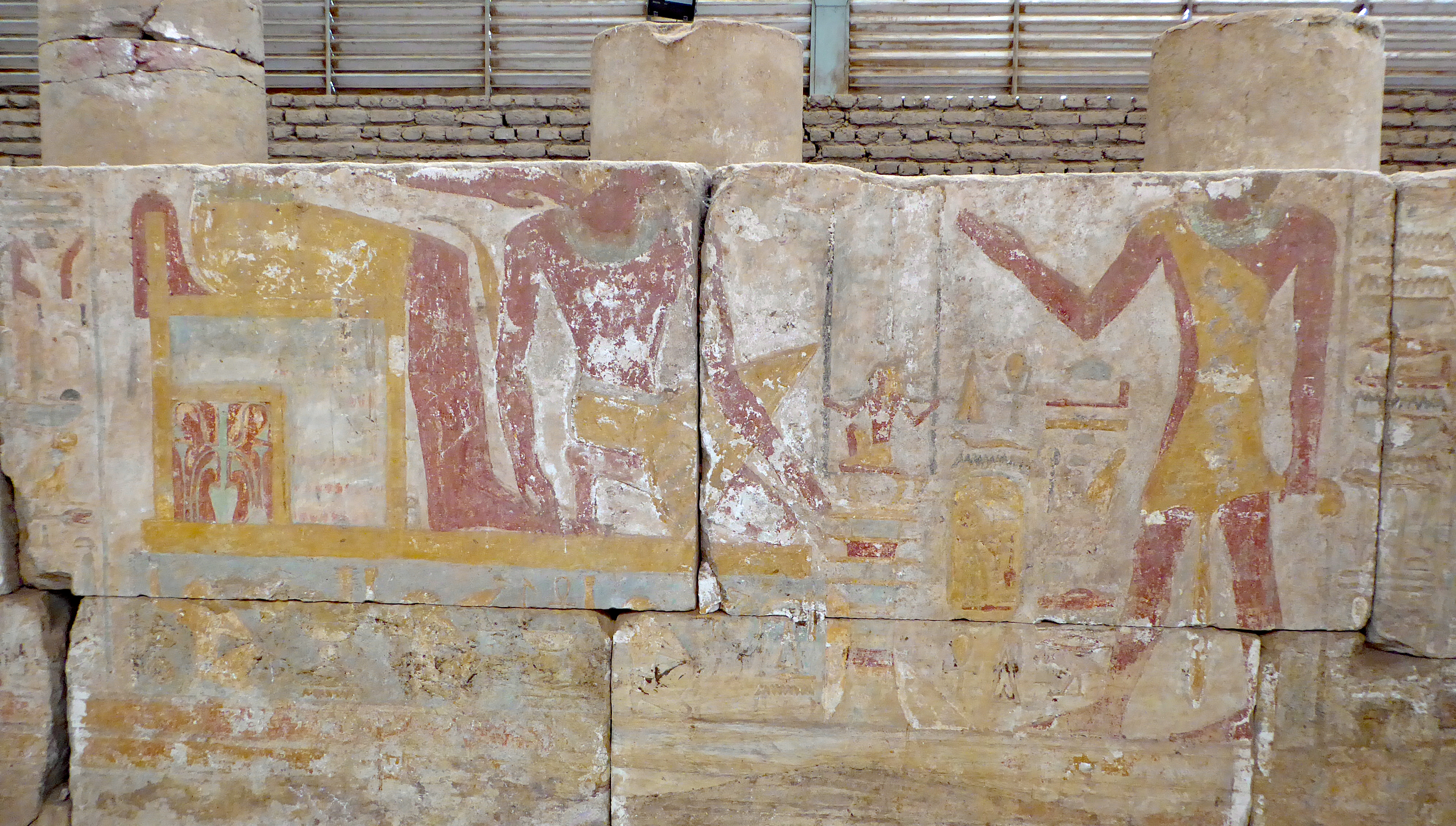
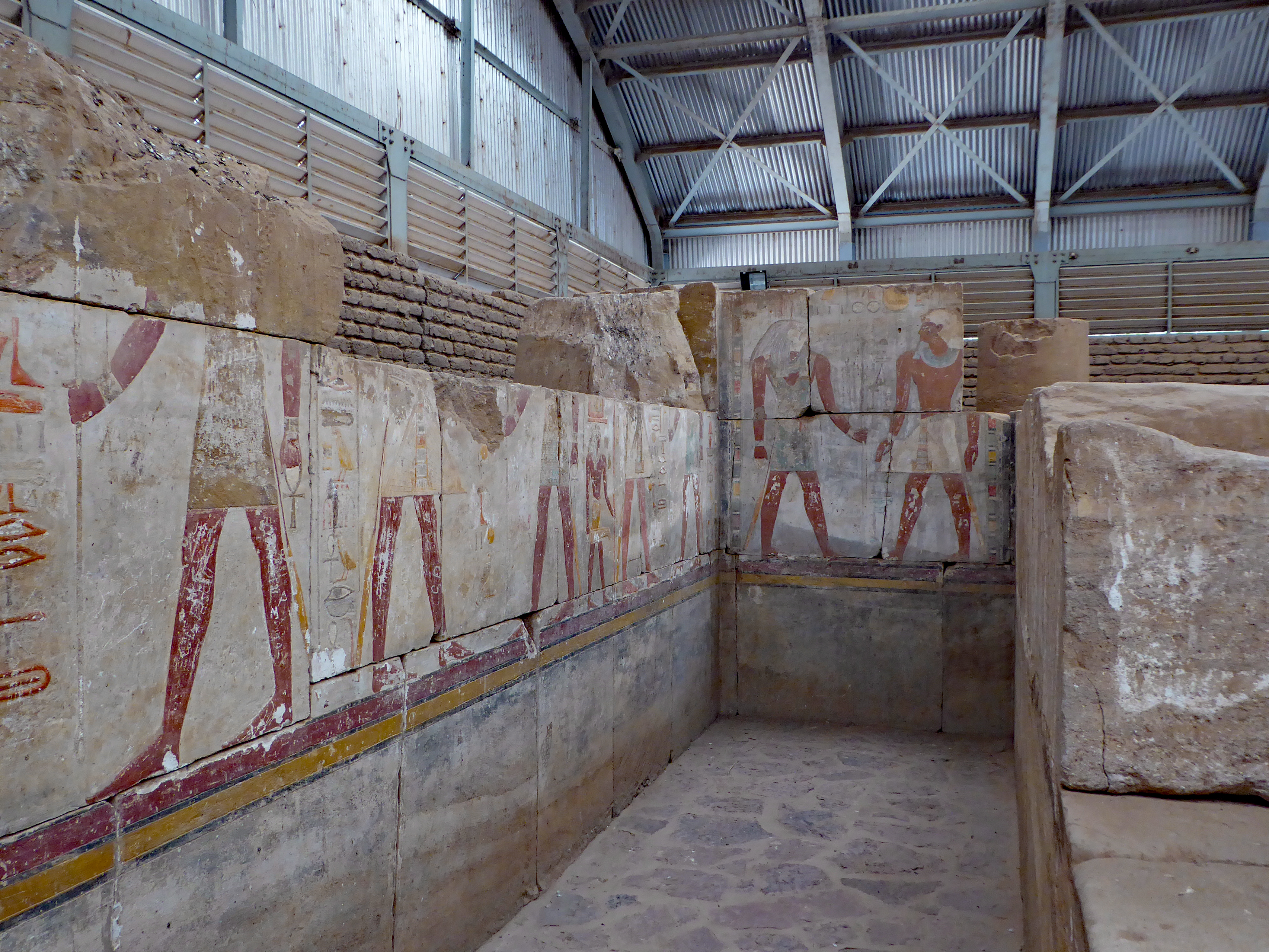
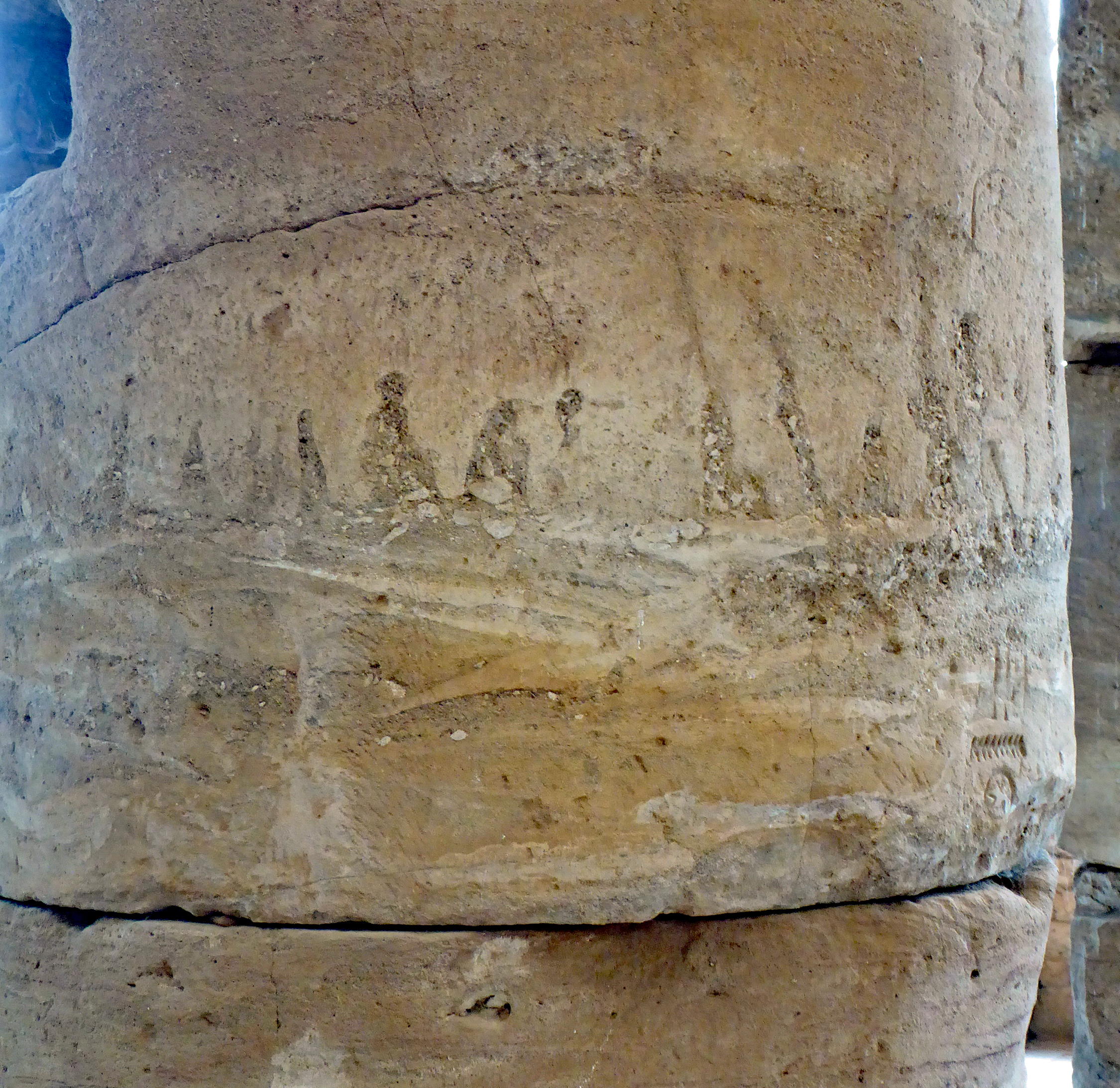
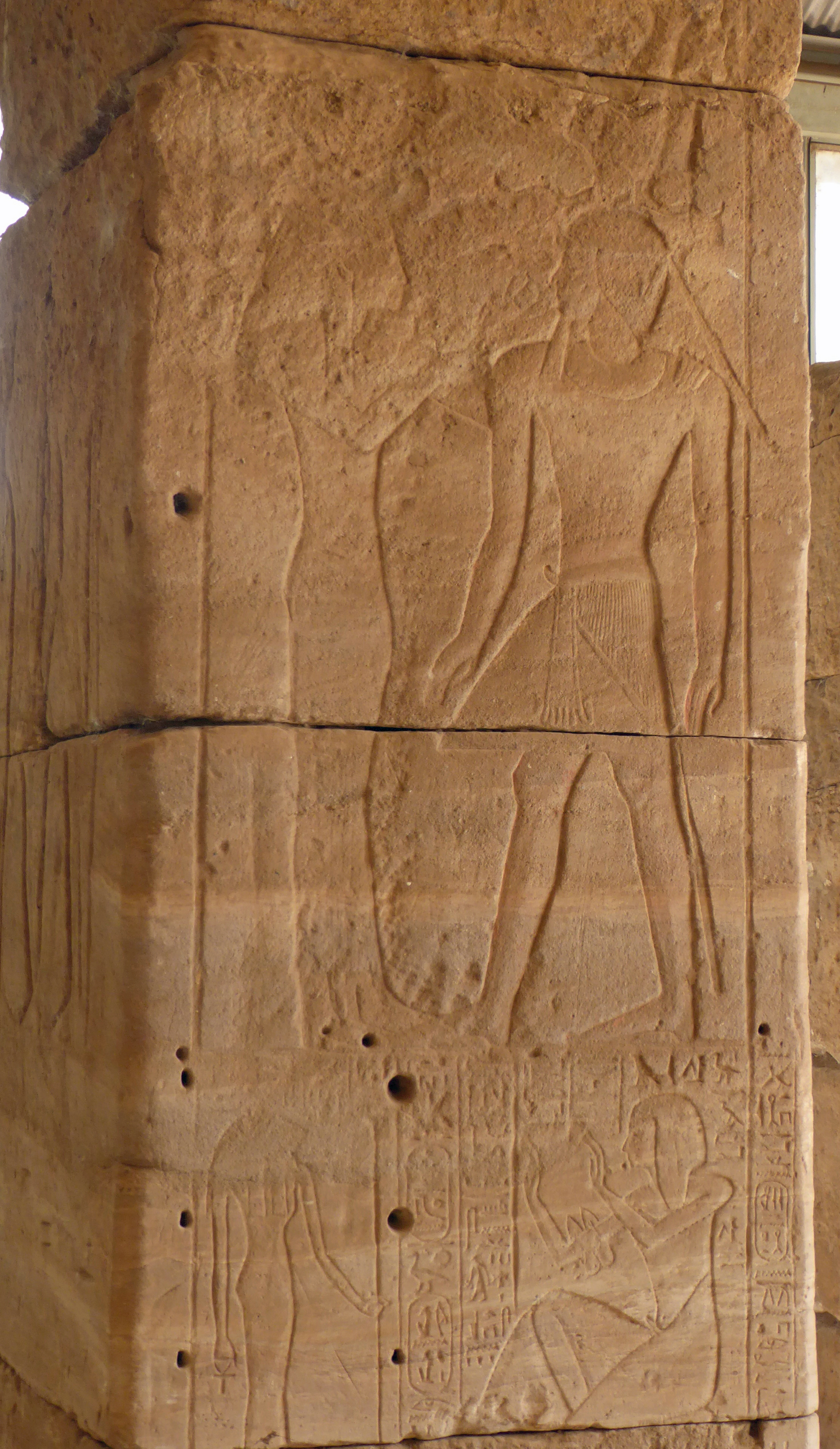
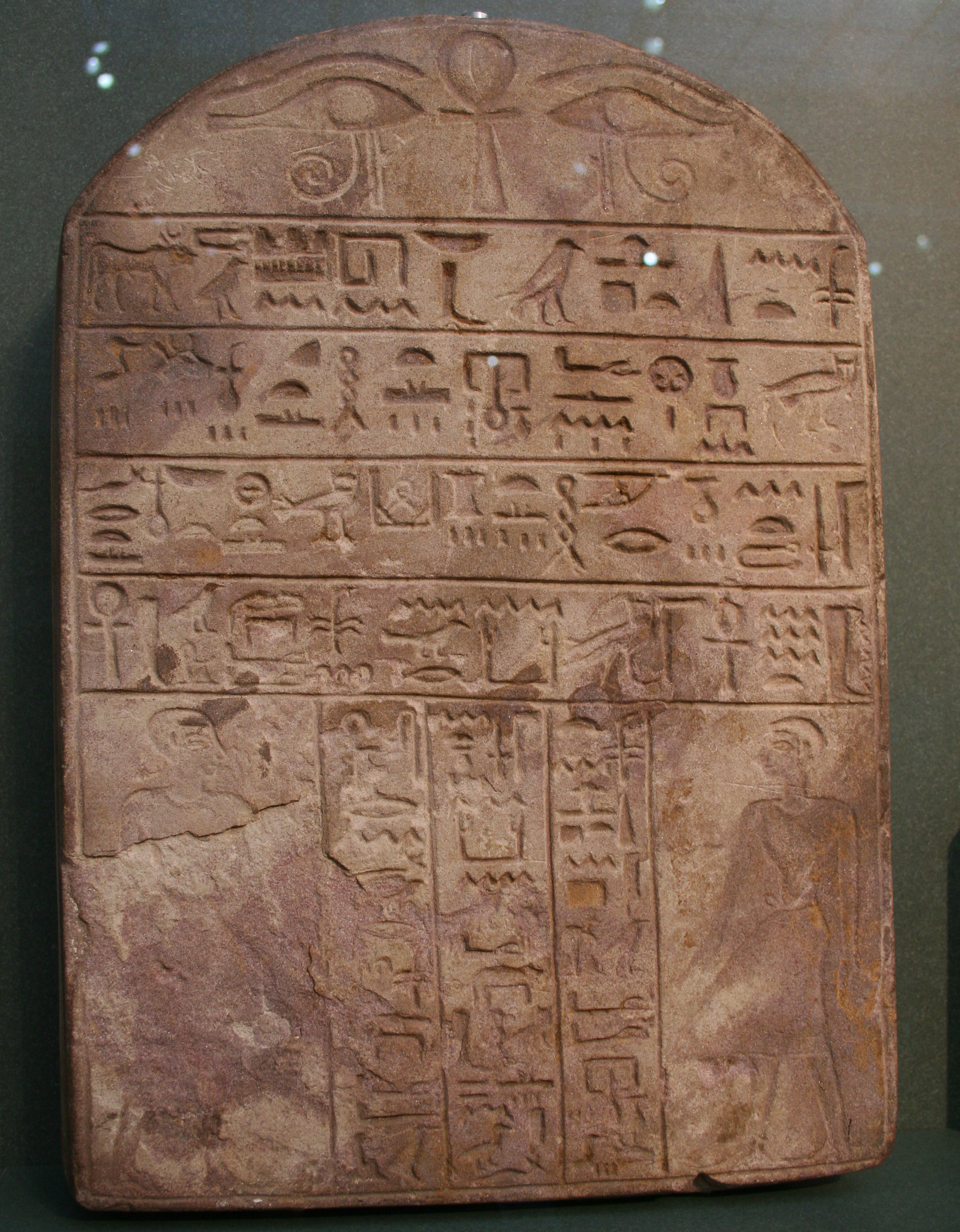
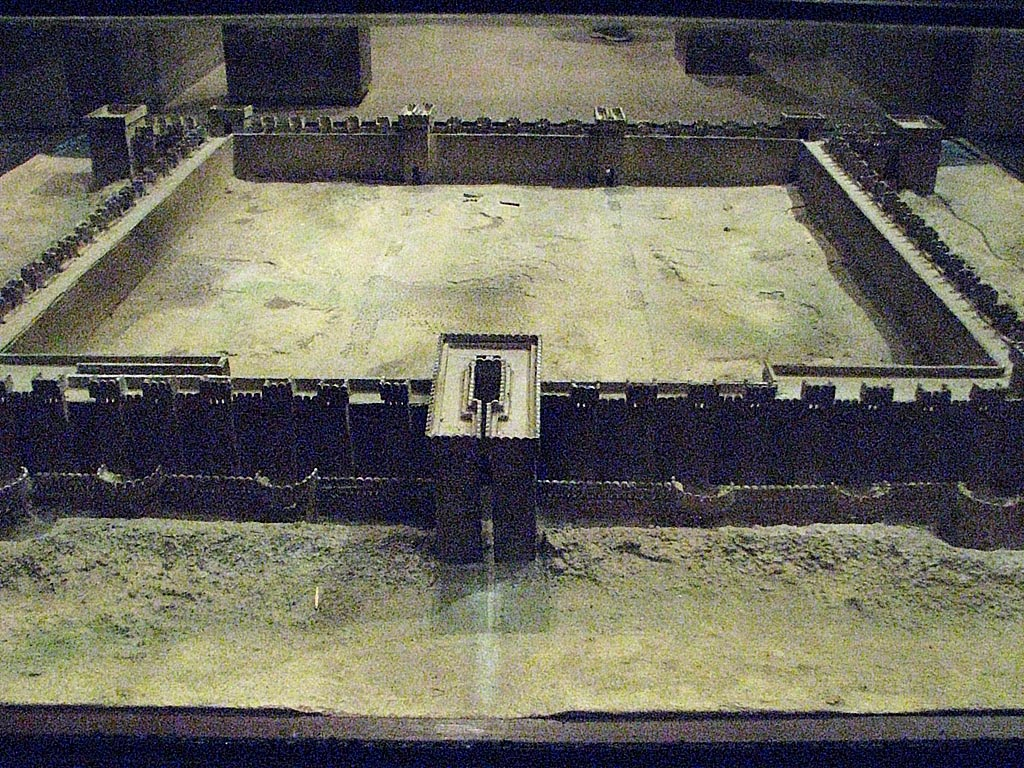
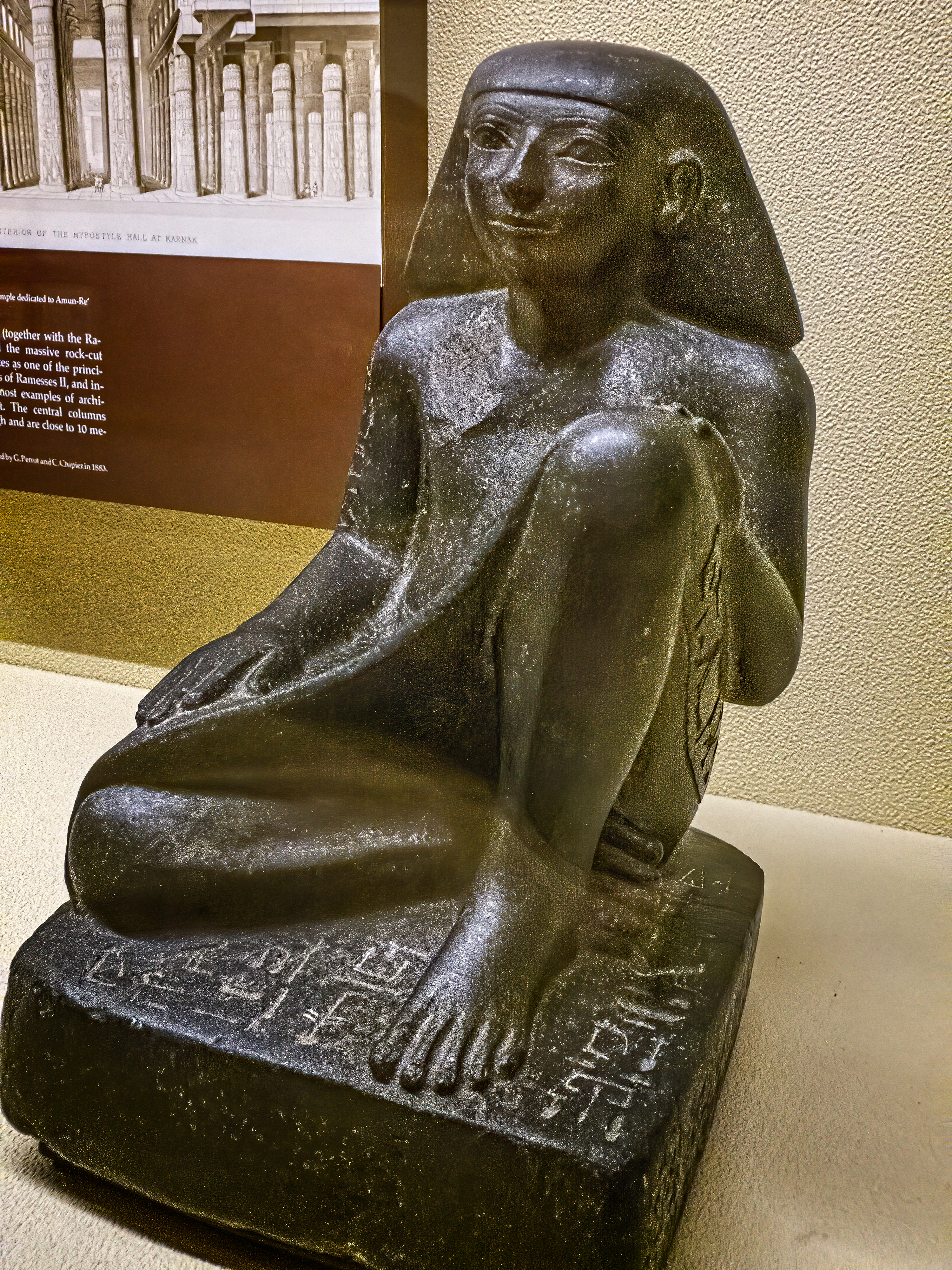
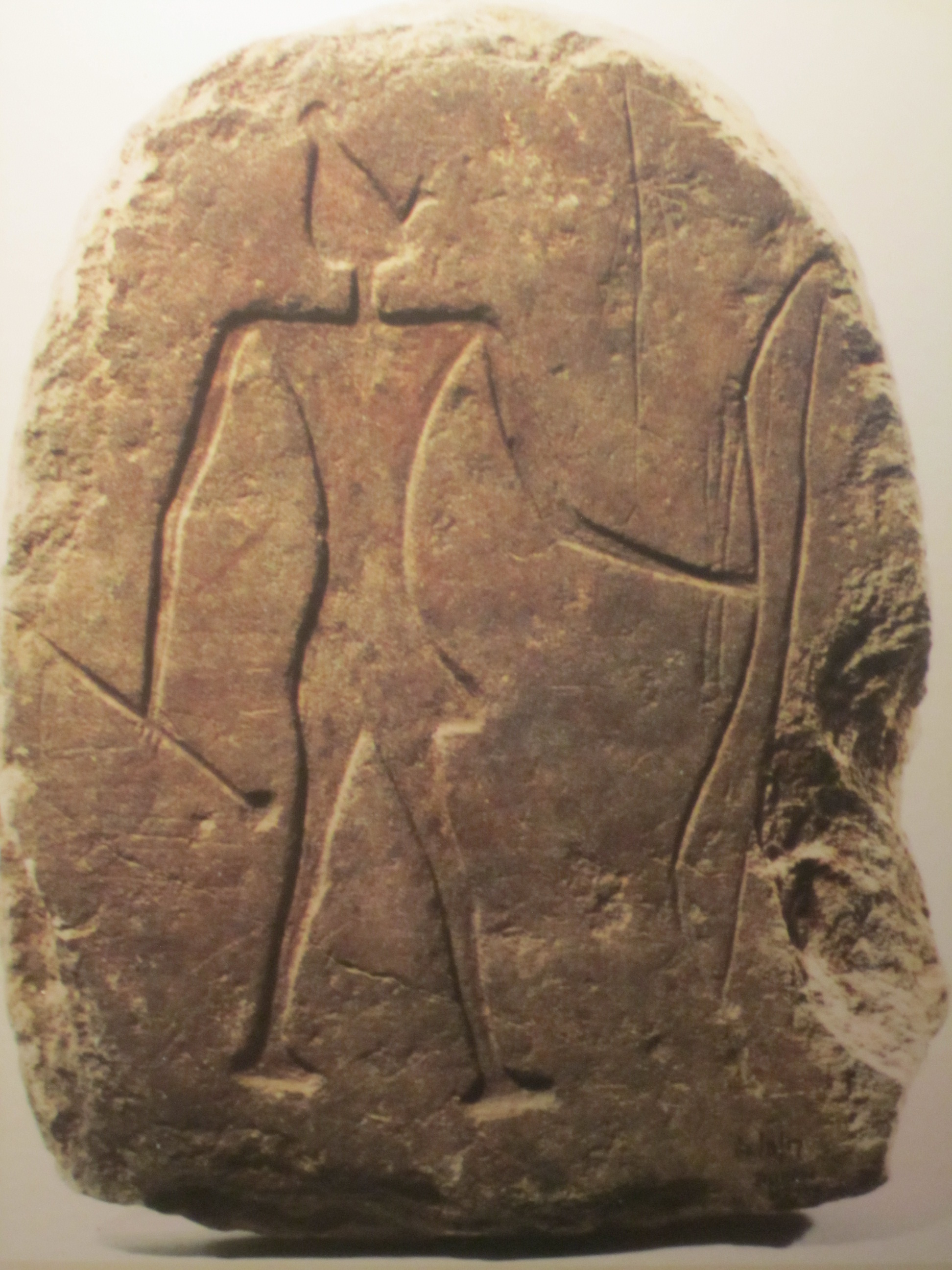
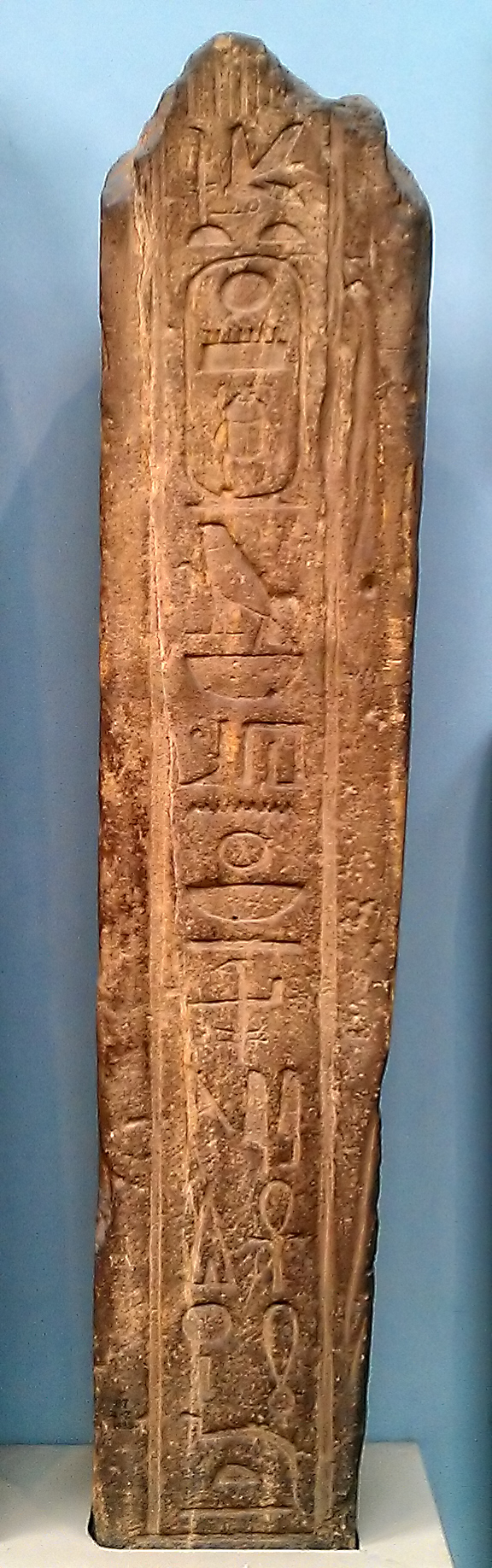
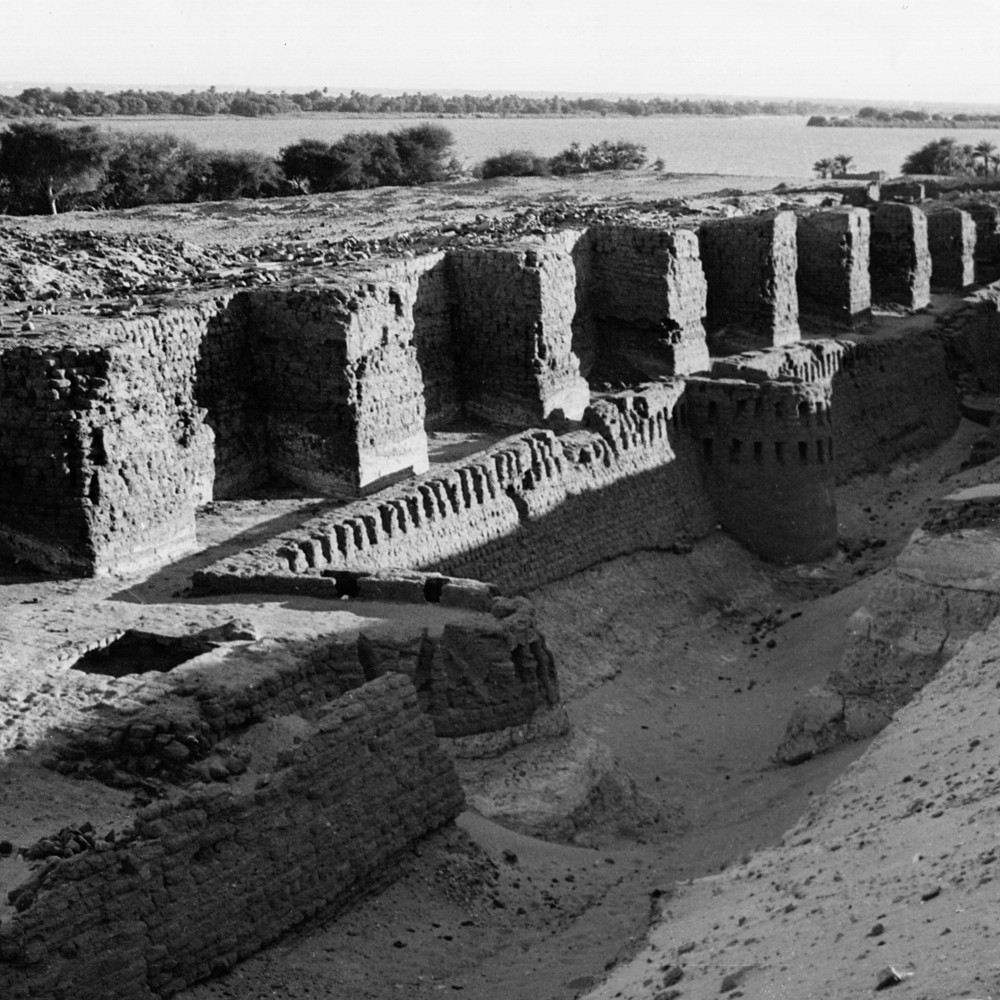
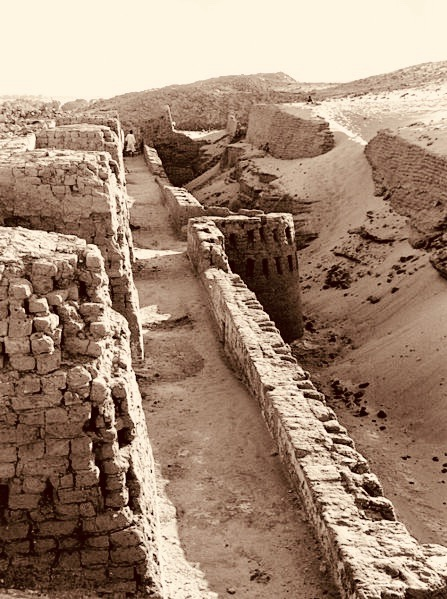